# Louis Heyligenstaedt
Louis Paul Kasimir Heyligenstaedt (* 3. Februar 1842 in Vacha; † 20. November 1910 in Gießen) war Maschinenfabrikant und Mitglied des Deutschen Reichstags.

## Leben
Louis Heyligenstaedt besuchte die Bürgerschule und das Privatinstitut zu Vacha sowie die Gewerbeschule zu Gießen und Offenbach am Main. Er lernte von 1856 bis 1859 als Maschinenbauer, war bis 1871 praktisch tätig und machte sich 1871 selbstständig. 1872 heiratete er Therese Nagel (* 25. November 1843; † 8. Mai 1923). Die Ehe blieb kinderlos, sodass sich Therese Heyligenstaedt sozial stark engagierte.
1876 gründete Louis Heyligenstaedt die heute noch bestehende Werkzeugmaschinenfabrik Heyligenstaedt & Co. Ab 1890 war er Stadtverordneter, ab 1903 Beigeordneter der Stadt Gießen, ab 1888 Mitglied des Kreistags des Kreises Gießen, ab 1892 Mitglied des Provinzialtags und ab 1896 Mitglied des Provinzial-Ausschusses der Provinz Oberhessen. Weiter war er Vorsitzender der Ortsgewerbevereins, des Aufsichtsrats der Gewerbeschule, des Aufsichtsrats der Baugenossenschaft für Arbeiterwohnungen und anderer Korporationen. Ab 1891 war er Großherzoglicher Kommerzienrat.
Von 1903 bis 1907 war er Mitglied des Deutschen Reichstags für den Wahlkreis Großherzogtum Hessen 1 (Gießen, Grünberg, Nidda) und die Nationalliberale Partei.
Auch wenn Louis Heyligenstaedt zu Beginn des 20. Jahrhunderts einer der reichsten Männer Gießens war, zeugt das Wohnhaus der Familie Heyligenstaedt von Understatement. Die ehemalige „Villa Heyligenstaedt“ in der Liebigstraße 49 ist ein zweigeschossiger Klinkerbau, der im Stil der Hannoverschen Architekturschule erbaut wurde.
Die Familiengruft der Familie Heyligenstaedt befindet sich auf dem Gießener Neuen Friedhof (Rodtberg) im Innenhof des Hauptgebäudes.

## Bilder

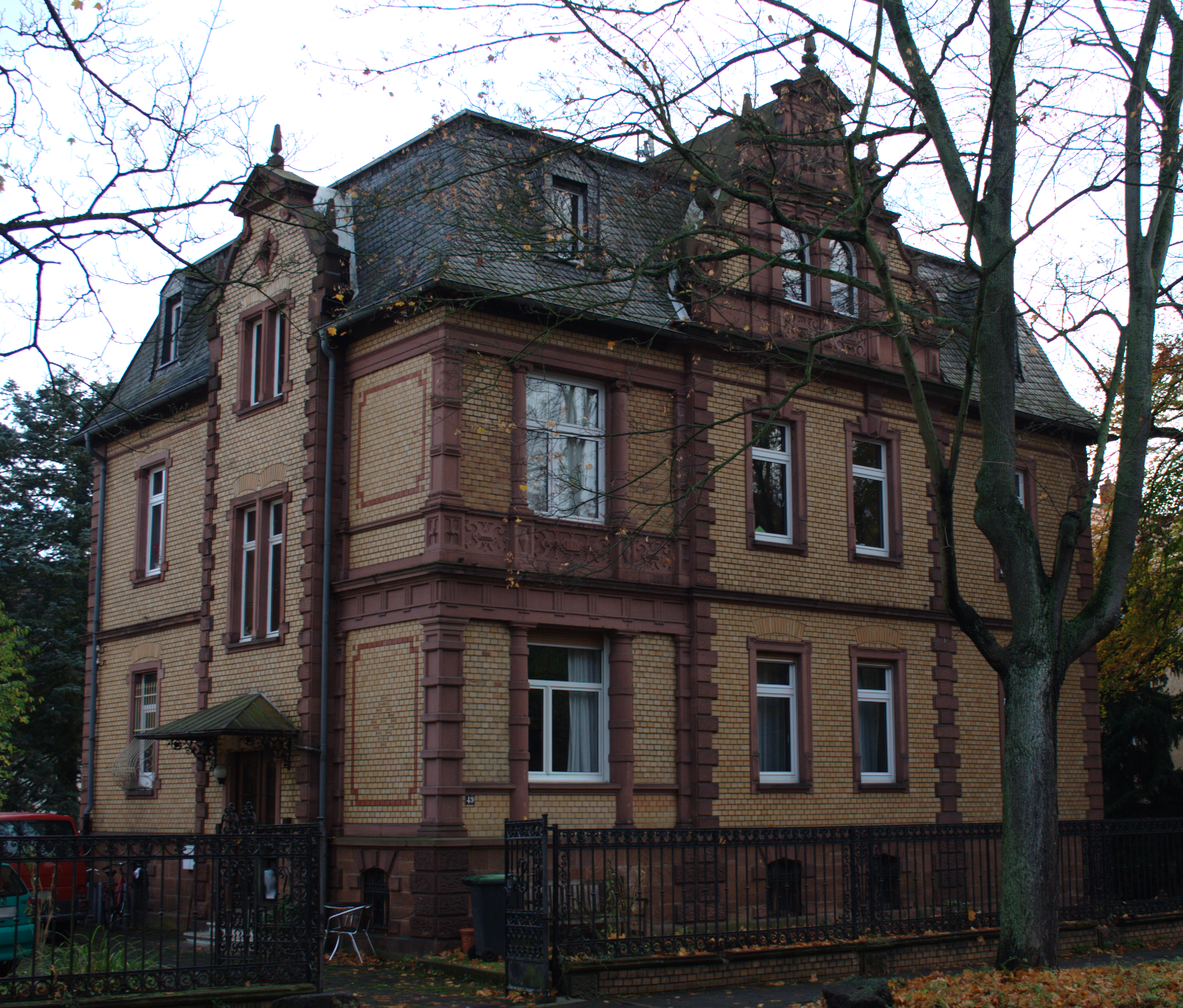
Ehemalige Villa der Familie Heyligenstaedt in Gießen, Liebigstraße 49
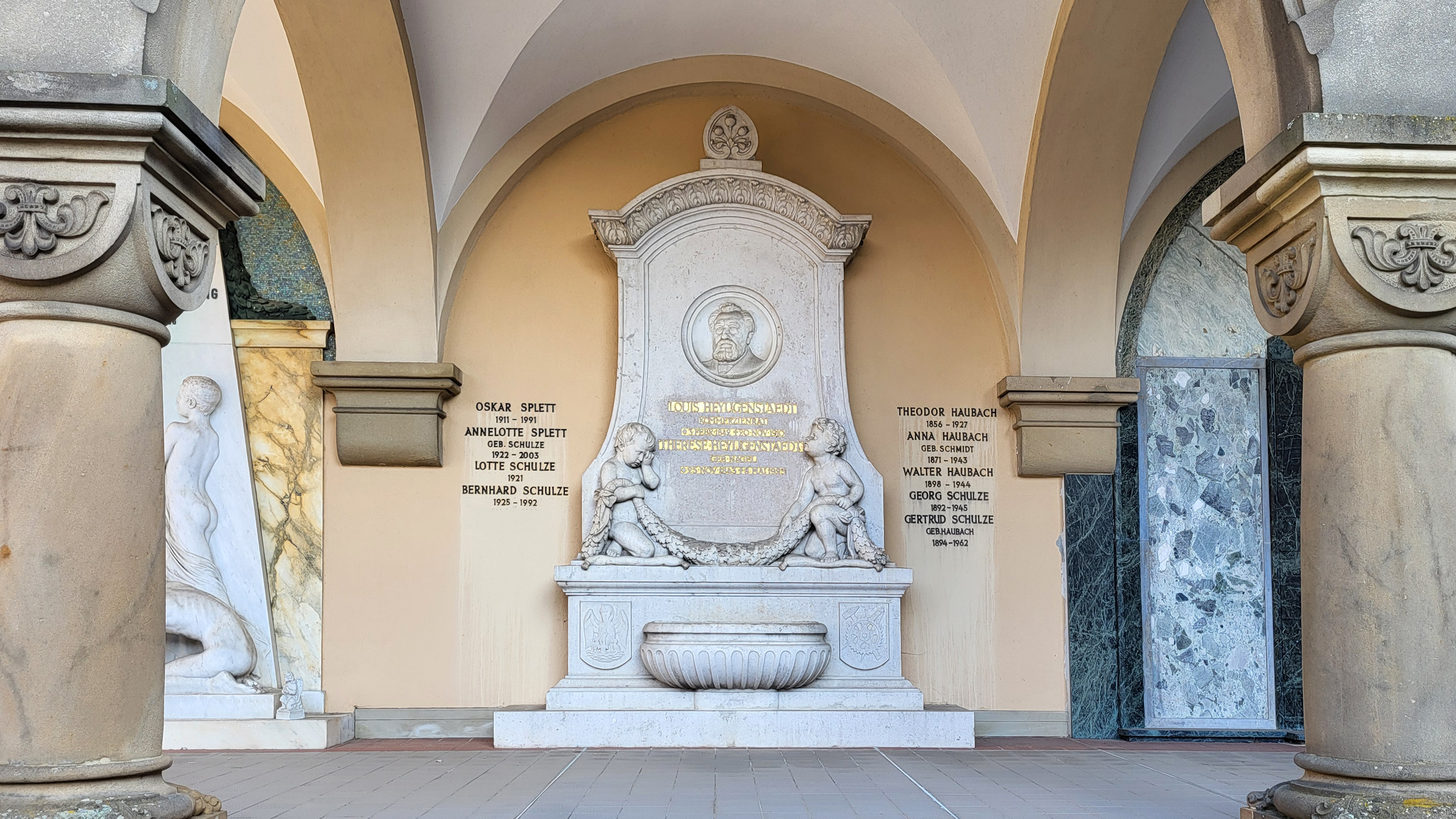
Gruft der Familie Heyligenstaedt auf dem Neuen Friedhof in Gießen, Friedhofsallee 43
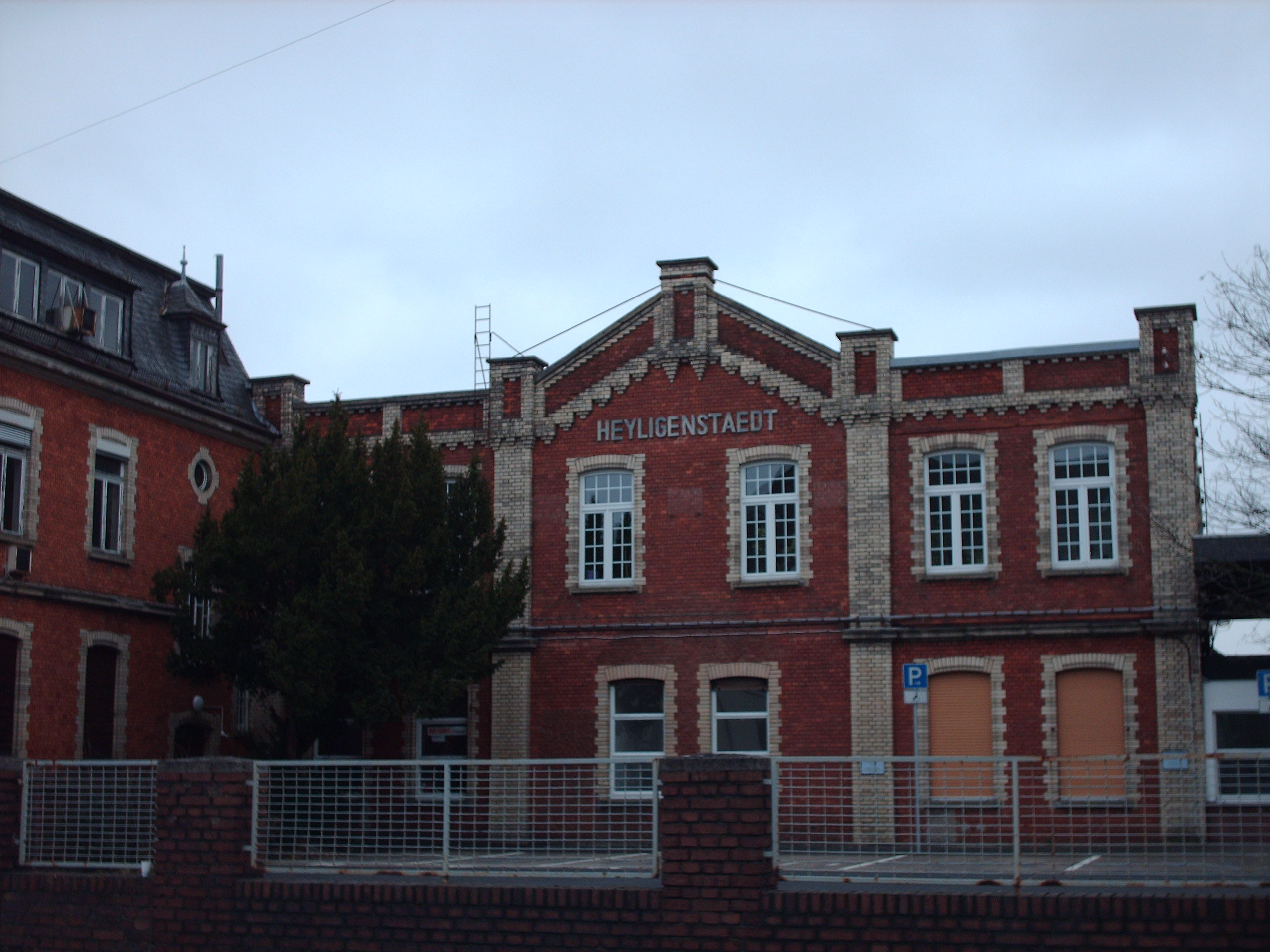
Ehemaliges Heyligenstaedt-Firmengebäude
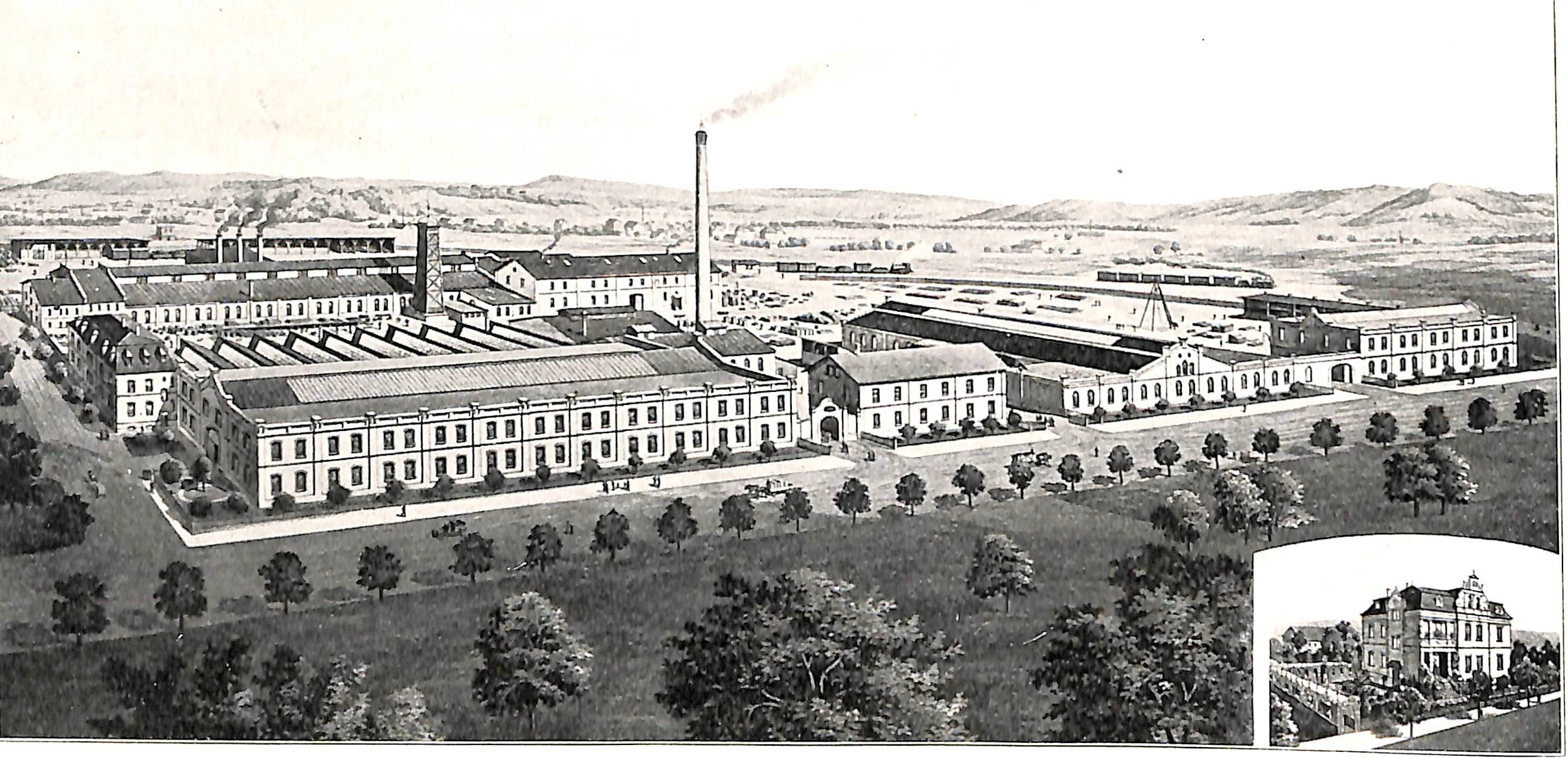
Übersichtsbild der Firma Heyligenstaedt